# Női magasugrás a 2005. évi nyári európai ifjúsági olimpiai fesztiválon
A 2005. évi nyári európai ifjúsági olimpiai fesztiválon az atlétikai versenyszámokat Lignano Sabbiadoróban rendezték. A női magasugrás döntőjét Július 7.-én rendezték.

## Döntő
| H     | Név                 | Nemzet                | E    | Mj |
| ----- | ------------------- | --------------------- | ---- | -- |
| Arany | Jana Kersevan       | Szlovénia             | 1.84 |    |
| Ezüst | Natalya Gapchuk     | Ukrajna               | 1.80 |    |
| Bronz | Hannelore Desmet    | Belgium               | 1.78 |    |
| 4     | Maryia Nestsiarchuk | Fehéroroszország      | 1.74 |    |
| 5     | Mari Jarvis         | Észtország            | 1.74 |    |
| 6     | Mirela Demireva     | Bulgária              | 1.72 |    |
| 6     | Pamela Hughes       | Írország              | 1.72 |    |
| 8     | Galina Oifa         | Izrael                | 1.72 |    |
| 9     | Lolita Suvcane      | Lettország            | 1.69 |    |
| 9     | Dunja Spajic        | Szerbia és Montenegró | 1.69 |    |
| 11    | Noelia Ruíz         | Spanyolország         | 1.69 |    |
| 12    | Leah Parsons        | Egyesült Királyság    | 1.69 |    |
| 13    | Sárdy Réka          | Magyarország          | 1.66 |    |
| 14    | Sanja Ljubicic      | Horvátország          | 1.66 |    |
| 15    | Zuzanna Leszczynska | Lengyelország         | 1.63 |    |
| 16    | Milena Tura         | San Marino            | 1.60 |    |
| 17    | Nihal Gümüs         | Törökország           | 1.55 |    |
| -     | Simona Elena Neata  | Románia               | -    | NM |
| -     | Laura Rautanen      | Finnország            | -    | NM |